# Liste der Baudenkmäler in Baesweiler
Die Liste der Baudenkmäler in Baesweiler enthält die denkmalgeschützten Bauwerke auf dem Gebiet der Stadt Baesweiler im Städteregion Aachen in Nordrhein-Westfalen (Stand: August 2020). Diese Baudenkmäler sind in der Denkmalliste der Stadt Baesweiler eingetragen; Grundlage für die Aufnahme ist das Denkmalschutzgesetz Nordrhein-Westfalen (DSchG NRW).

| Bild                        | Bezeichnung                         | Lage                                          | Beschreibung | Bauzeit      | Eingetragen seit | Denkmal- nummer |
| --------------------------- | ----------------------------------- | --------------------------------------------- | --- | ------------ | ---------------- | --------------- |
| Hofanlage                   | Hofanlage                           | Baesweiler Breite Straße 43 Karte             | |              | 04.02.1986       | 1               |
| Torhaus                     | Torhaus                             | Setterich An der Burg 1 Karte                 | |              | 04.02.1986       | 2               |
| weitere Bilder              | Jüdischer Friedhof                  | Setterich Im Bongert Karte                    | |              | 25.11.1986       | 3               |
| weitere Bilder              | Hofanlage (Burg Baesweiler)         | Baesweiler Burgstraße 16 Karte                | |              | 04.02.1988       | 4               |
| weitere Bilder              | Backsteinkapelle                    | Baesweiler Aachener-/Kapellenstraße Karte     | zwischen 1880 und 1890 erbaut an Stelle einer Kapelle aus dem Mittelalter, die dem Ort den Namen gab (Bastwilre/Sebastianusweiler). Eigentum des EBV         | 1880er-Jahre | 16.01.1991       | 5               |
| Feldkreuz                   | Feldkreuz                           | Baesweiler Gut Merberen Karte                 | |              | 16.01.1991       | 6               |
| Wegekreuz                   | Wegekreuz                           | Baesweiler Buschstraße/Ecke Roskaul Karte     | Kalksteinkreuz auf hohem Sockel, Christusfigur aus Metallguss, ursprünglich vergoldet. Einst Pestkreuz jetzt Segnungsstätte bei der Fronleichnamsprozession. | um 1880      | 16.01.1991       | 7               |
| BW                          | Wegekreuz                           | Baesweiler Geilenkirchener Straße Karte       | |              | 16.01.1991       | 8               |
| BW                          | Wegekreuz                           | Loverich Beggendorfer-/Ecke Josefstraße Karte | |              | 16.01.1991       | 9               |
| weitere Bilder              | Kirchhof Pfarrkirche St. Willibrord | Loverich Beggendorfer Straße Karte            | |              | 16.01.1991       | 10              |
| BW                          | Wegekreuz                           | Loverich Josefstraße Friedhof Karte           | |              | 16.01.1991       | 11              |
| BW                          | Wegekreuz                           | Loverich gegenüber Josefstraße Karte          | |              | 16.01.1991       | 12              |
| BW                          | Pumpenaufbau                        | Loverich neben Josefstr. 16 Karte             | |              | 16.01.1991       | 13              |
| BW                          | Wegekreuz                           | Floverich vor Fließstraße 7 Karte             | |              | 16.01.1991       | 14              |
| BW                          | Wegekreuz                           | Floverich gegenüber Auf der Schell 2 Karte    | |              | 16.01.1991       | 15              |
| BW                          | Wegekreuz                           | Puffendorf neben Marktplatz 2 Karte           | |              | 16.01.1991       | 16              |
| weitere Bilder              | Neugotische Backsteinkirche         | Beggendorf Hubertusstraße Karte               | |              | 16.01.1991       | 17              |
| (Wind)-Mühle aus Backstein  | (Wind)-Mühle aus Backstein          | Setterich Settericher Mühle Karte             | Windmühle | 1570         | 16.01.1991       | 18              |
| BW                          | Giebelständiges Backsteinhaus       | Oidtweiler Bahnhofstraße 17 Karte             | |              | 16.01.1991       | 19              |
| Gutsanlage aus Backstein    | Gutsanlage aus Backstein            | Oidtweiler Eschweilerstraße 174 Karte         | |              | 16.01.1991       | 20              |
| BW                          | Flügelhofanlage                     | Oidtweiler Schulstraße 12 Karte               | |              | 16.01.1991       | 21              |
| weitere Bilder              | St. Martin (Oidtweiler)             | Oidtweiler Martinstraße Karte                 | Dreischiffige Backsteinkirche |              | 16.01.1991       | 22              |
| BW                          | Backsteinhofanlage                  | Puffendorf Aldenhovener Straße 2 Karte        | |              | 16.01.1991       | 23              |
| BW                          | Hofanlage aus Backstein             | Puffendorf Aldenhovener Straße 4 Karte        | |              | 16.01.1991       | 24              |
| Filialkirche St. Laurentius | Filialkirche St. Laurentius         | Puffendorf Jan-van-Werth-Straße Karte         | Dreischiffige neugotische Backstein-Hallenkirche |              | 16.01.1991       | 25              |
| BW                          | Backsteinhofanlage                  | Loverich Beggendorfer Straße 8 Karte          | |              | 20.09.1993       | 26              |
| BW                          | Gutsanlage                          | Oidtweiler Eschweilerstraße 180 Karte         | |              | 20.09.1993       | 27              |
| Backsteinhofanlage          | Backsteinhofanlage                  | Baesweiler in Maarstraße 38 Karte             | |              | 29.07.1993       | 28              |
| BW                          | Hofanlage                           | Beggendorf Lindenstraße 26 Karte              | |              | 11.01.1996       | 29              |
| Backsteinhofanlage          | Backsteinhofanlage                  | Baesweiler Aachener Straße 267 Karte          | |              | 07.04.1995       | 30              |
| BW                          | Hofanlage Backsteinmauerwerk        | Oidtweiler Eschweilerstraße 127 Karte         | |              | 07.04.1995       | 31              |
| BW                          | Türanlage                           | Oidtweiler Freiheitsstraße 7 Karte            | |              | 11.01.1996       | 32              |
| BW                          | Wegkreuz                            | Oidtweiler Alsdorfer Straße 32 Karte          | |              | 19.05.2000       | 33              |